# Hemicordulia superba
Hemicordulia superba là loài chuồn chuồn trong họ Corduliidae. Loài này được Tillyard mô tả khoa học đầu tiên năm 1911.